# Droga wojewódzka nr 180
Droga wojewódzka nr 180 (DW180) – droga wojewódzka w zachodniej części Polski w województwie wielkopolskim z Piły przez Trzciankę i Siedlisko do drogi DW177 w kierunku Wielenia o długości 44 km. Przebiega przez powiaty: pilski i czarnkowsko-trzcianecki.

## Miejscowości leżące przy trasie DW180
- Piła
- Stobno
- Wrząca
- Trzcianka
- Boruj
- Siedlisko
- Przyłęki
- Kocień Wielki